# El régimen (miniserie)
The Regime (El régimen, en español) es una miniserie de sátira política de HBO protagonizada por Kate Winslet, Martha Plimpton, Andrea Riseborough, Matthias Schoenaerts y Hugh Grant. Will Tracy es escritor, productor ejecutivo y showrunner de la serie con Stephen Frears y Jessica Hobbs dirigiendo episodios y como productores ejecutivos. Winslet, Frank Rich y Tracey Seaward también son productores ejecutivos.
The Regime se estrenó el 3 de marzo de 2024 y finalizó el 7 de abril de 2024.

## Sinopsis
La serie describe un año dentro del palacio de un régimen autoritario que se desmorona. Después de no salir del palacio durante bastante tiempo, la canciller Elena Vernham se vuelve cada vez más paranoica e inestable y recurre a un soldado volátil, Herbert Zubak, como un confidente poco probable. A medida que crece la influencia de Zubak sobre el canciller, los intentos de Elena de expandir su poder finalmente resultan en la fractura del palacio y del país a su alrededor.

## Elenco
- Kate Winslet como Elena Vernham, la canciller de una autocracia ficticia de Europa Central que ve su posición amenazada por la agitación interna. [5]
- Matthias Schoenaerts como el cabo Herbert Zubak [5]
- Guillaume Gallienne como marido de la canciller
- Andrea Riseborough como directora del palacio, mano derecha del canciller y ministra principal
- Martha Plimpton como la secretaria de Estado de Estados Unidos, que busca proteger los intereses estadounidenses en el país.
- Hugh Grant como líder de la oposición, cuyo encarcelamiento desencadena protestas públicas a gran escala.
- Danny Webb
- David Bamber
- Henry Goodman
- Stanley Townsend
- Cosmos
- Louie Mynett
- Rory Keenan
- Karl Markovics
- Pippa Haywood

## Producción
El proyecto fue anunciado por HBO en julio de 2022 con Will Tracy como showrunner, Stephen Frears como director y Kate Winslet, Frank Rich y Tracey Seaward como productores ejecutivos. El equipo de guionistas incluye a Seth Reiss, Juli Weiner, Jen Spyra, Gary Shteyngart y Sarah DeLappe.  La miniserie podría marcar el cuarto papel principal de Winslet en una serie dramática de HBO después de Mildred Pierce, Mare of Easttown y potencialmente también el próximo drama Trust basado en la novela de Hernán Díaz del mismo nombre.  En abril de 2023, se reveló oficialmente que el título del proyecto había cambiado del título provisional The Palace a The Regime. 

### Casting
En octubre de 2022, Matthias Schoenaerts se incorporó al reparto.  En diciembre de 2022, se confirmó que Andrea Riseborough se uniría al elenco  y que Hugh Grant aparecería como invitado.  En enero de 2023, la serie agregó a Martha Plimpton al elenco y a Jessica Hobbs detrás de la cámara como coproductora ejecutiva y directora.  Ese mismo mes, Guillaume Gallienne se incorporó al reparto como el marido de Winslet.  En abril de 2023, se anunció que Danny Webb, David Bamber, Henry Goodman, Stanley Townsend, Louie Mynett, Rory Keenan, Karl Markovics y Pippa Haywood se habían unido al elenco de la serie. 

### Rodaje
Una imagen de primer vistazo publicada en febrero de 2023 mostraba a Winslet filmando en un set en Austria, y la fotografía principal también se llevaría a cabo en el Reino Unido. Según se informa, la fotografía principal en Austria comenzó en enero de 2023 en el Palacio Jardín de Liechtenstein, parte del Museo Liechtenstein, en Fürstengasse, en el distrito 9 de Viena.